# NGC 5072
NGC 5072 (również NGC 5070 lub PGC 46432) – galaktyka soczewkowata znajdująca się w gwiazdozbiorze Panny. Odległość do niej nie jest dokładnie znana – za pomocą różnych metod otrzymano wartości około 245 i 320 milionów lat świetlnych.
Galaktykę tę odkrył Heinrich Louis d’Arrest 26 kwietnia 1867 roku. 3 czerwca 1886 roku obserwował ją też Lewis A. Swift, jednak niedokładnie określił jej pozycję i w rezultacie uznał, że odkrył nowy obiekt. John Dreyer w swoim New General Catalogue skatalogował obserwację d’Arresta jako NGC 5072, a Swifta jako NGC 5070. Ponieważ w pozycji podanej przez Swifta nie ma obiektu, który odpowiadałby sporządzonemu przez niego opisowi, przez wiele lat istniały wątpliwości co do tego, którą ze znajdujących się w okolicy galaktyk wtedy zaobserwował. Część katalogów i baz obiektów astronomicznych (np. SIMBAD) za NGC 5070 uznaje słabo widoczną galaktykę PGC 46437, jednak jedynym obiektem w okolicy pasującym do opisu Swifta jest galaktyka NGC 5072, dlatego obecnie powszechnie przyjmuje się, że NGC 5070 i NGC 5072 to ten sam obiekt.